# Université ouverte du Bangladesh
L'université ouverte du Bangladesh est une université ouverte située à Dhaka en Bangladesh. Elle est créée en 1992. 